# Ванкуверская биржа
Ванкуверская фондовая биржа (VSE) — историческая фондовая биржа в Ванкувере. Была открыла в 1906 году. 29 ноября 1999 года вошла в состав Канадской венчурной биржи (CDNX).

## История
Биржа была открыта в 1906 году (по другим данным, 1 августа 1907 года) и была третьей по величине в Канаде, уступая только биржам в Торонто и Монреале. На ней торговались акции компаний с небольшой капитализацией, а также акции добывающих, нефтяных и газовых компаний.
К 1969 году объём операций на Ванкуверской бирже достиг 1 млрд канадских долларов. По оценкам канадских правоохранителей, в 1973 году от 20 до 30 процентов обращающихся там бумаг проходили через махинации. В первую очередь, это касалось нефтяных и вновь открывающихся промышленных компаний.
В 1989 году журнал Forbes назвал Ванкуверскую биржу «мировой столицей мошенничества». В 1991 году на ней размещалось около 2300 бумаг, в основном, нефтяных, газовых и золотодобывающих компаний, а торговля была автоматизирована. Годовой оборот биржи в 1991 году составил примерно 4 млрд канадских долларов, а в 1993 — 6,7 млрд канадских долларов.
В 1994 году канадское правительство организовало собственный аудит деятельности биржи. В отчёте Комиссии по регулированию ценных бумаг Ванкуверской фондовой биржи 1994 года были отмечены различные виды мошенничества, махинаций и рыночных манипуляций и указана необходимость в серьёзной перестройке работы биржи.
29 ноября 1999 года Ванкуверская фондовая биржа вошла в состав Канадской венчурной биржи вместе с фондовыми биржами Альберты, Торонто и Монреаля. Торговая площадка в Ванкувере также стала торговой площадкой новой венчурной биржи и работала до перевода всех операций в электронную форму.

## Крупные скандалы

### Ошибка округления биржевых индексов
На Ванкуверской бирже произошла одна из самых показательных историй, связанных с крупными ошибками в округлении биржевых индексов. Причиной ошибки был накопительный эффект незначительных округлений. В январе 1982 года изначальный биржевой индекс для Ванкуверской биржи был принят за 1000 и последовательно обновлялся после каждой биржевой операции. После каждого обновления значение индекса обрезалось до трех десятичных знаков и использовалось для определения следующего значения индекса. Ежедневно индекс обновлялся порядка 3000 раз. Такая модель округления приводила к ежемесячным потерям примерно 25 пунктов. После выходных 25-28 ноября 1983 года ошибка наконец была исправлена, значение индекса было скорректировано с 524,811 (при закрытии торгов в пятницу) до 1098,892.

### Инсайдерская торговля Билла Беннетта
В ноябре 1988 года бывший премьер-министр Британской Колумбии Билл Беннетт вместе со своим братом продали на Ванкуверской бирже более полумиллиона акций лесопромышленной компании Doman Industries после того, как им стала известно, что планируемое приобретение этой компании американской Louisiana-Pacific сорвалось. Таким образом они избежали убытков в связи с падением стоимости акций с 11 до 7,75 долларов и получили прибыль более 2 млн долларов. Расследование Комиссии Британской Колумбии по ценным бумагам продолжалось 11 лет, в результате Билл Беннетт вместе с двумя другими участниками сделки был признан виновным и приговорен к штрафу в 1 млн долларов и запрету занимать административные позиции сроком на 10 лет.

### Columbia Homogenous Parallel Processor
В 1986 году компания Columbia Homogenous Parallel Processor заявила о создании суперкомпьютера, который в 100 раз превосходил по производительности лидера рынка, модель, выпускаемую Cray Computers. На фоне этой новости акции компании Columbia Homogenous Parallel Processor на Ванкуверской бирже выросли с 17 центов до 125 долларов. Впоследствии оказалось, что никакого компьютера не существует, и акции компании рухнули.

### Axagon Resources Ltd.
Компания Axagon Resources торговалась на Ванкуверской бирже с несуществующим продуктом — антикоррозионной и нетоксичной солью для плавления снега. Стоимость акций компании на фоне её заявлений выросла более чем десятикратно. Регулятор немедленно закрыл торговлю акциями Axagon Resources, когда заявления о сделках на сумму свыше 8 млн долларов оказались преувеличены в 1000 раз.